# 長崎市立茂木小学校
長崎市立茂木小学校（ながさきしりつ もぎしょうがっこう、Nagasaki City Mogi Elementary School）は、長崎県長崎市茂木町にある公立小学校。

## 概要
歴史
1874年（明治7年）に「第五大学区第一中学校区茂木小学校」として開校した。数回の改称を経て、1962年（昭和37年）に現校名となった。2009年（平成21年）に創立135周年を迎えた。
校章
茂木地区名産の枇杷の葉3枚と実3個を組み合わせたものを背景にして、「茂」の文字を中央に置いている。
校歌
作詞は吉田三代治、作曲は小川綾子による。2番まであり、2番に校名の「茂木校」が登場する。
校地
校地の中心に川（若菜川）が流れており、橋で結ばれている。
校区
長崎市立茂木中学校区。

## 沿革
- 1874年（明治7年）
  - 3月 - 西彼杵郡茂木村字南川にあった森永喜代太の住宅を借り、「第五大学区第一中学校区茂木小学校」を創立。
  - 7月 - 開校。
- 1875年（明治8年）1月 - 片町の旧庄屋に移転。
- 1876年（明治9年）夏 - 借家の使用期限が満了し、教員宅で分散教授を実施。
- 1880年（明治13年）9月 - 校舎を本町の前田勘四郎宅に移転。
- 1881年（明治14年）1月 - 「公立初等茂木小学校」と改称。村内の各名に分舎を設置。
- 1882年（明治15年）
  - 1月 - 木場名の松本傳次郎宅を借用し、（中等）木場分校を設置し、木場名・田上名・田手原名を通学区域とする。
  - この年 - 千々分校と藤田尾分校を設置。
- 1883年（明治16年）
  - この年 - 木場分校の校舎を木場名地蔵堂に移転。田上名氏神拝殿と田手原名若杉吉松宅にそれぞれ分舎を置く。
  - 11月 - 「中等茂木小学校」と改称。
- 1884年（明治17年）- 木場分校を渡邊徳次郎宅に移転。同時に田上と田手原の両分舎を廃止（木場分校はその後、早坂分教場となる）。
- 1885年（明治18年）- 旧庄屋に移転。
- 1886年（明治19年）
  - 4月 - 大崎分教場、宮摺分教場、早坂分教場、千々分校、藤田尾分校がそれぞれ簡易小学校となる。
  - 7月 - 小学校令により「尋常茂木小学校」と改称し、校舎を片町（浦川伝吉宅）に移転する。
- 1888年（明治21年）- 校舎を新田に移転。
- 1892年（明治25年）4月 - 「茂木尋常小学校」と改称。
- 1895年（明治28年）4月3日 - 現在地に新校舎が完成し、開校式を挙行。
- 1896年（明治29年）6月10日 - 高等科を併置し、「茂木尋常高等小学校」と改称。
- 1941年（昭和16年）
  - 4月1日 - 国民学校令により、「茂木国民学校」に改称。尋常科を初等科に改称。尋常科4年、高等科2年
  - 12月24日 - 西校舎（8教室）が完成。
- 1947年（昭和22年）4月1日 - 学制改革（六・三制の実施）
  - 旧・国民学校初等科を改組し、「茂木町立茂木小学校」となる。
  - 旧・国民学校高等科を改組し、「茂木町立茂木中学校」（新制中学校）を併置。
  - 茂木中学校の新校舎が完成するまでの間、小学校と中学校で二部授業を実施。
- 1948年（昭和23年）6月19日 - 教育会（PTA）を結成。
- 1949年（昭和24年）9月20日 - 長崎県立長崎東高等学校茂木分校[2]が併設される。
- 1950年（昭和25年）3月22日 - 中学校校舎が完成し、長崎県立長崎東高等学校茂木分校[2]が中学校校舎に移転。併設を解消。
- 1952年（昭和27年）7月22日 -  宮摺[3]分校（1・2年複式学級[4]）を設置。
- 1953年（昭和28年）6月1日 - 中央校舎（10教室）が完成。
- 1954年（昭和29年）6月2日 - 管理室と図書館が完成。
- 1955年（昭和31年）4月30日 - 学校橋が完成。
- 1958年（昭和33年）
  - 2月27日 - 東校舎（8教室）が完成。
  - 12月19日 - 西校舎（2教室）が完成。
- 1960年（昭和35年）3月18日 - 保健室を新築。
- 1962年（昭和37年）
  - 1月1日 - 茂木町の長崎市編入に伴い、「長崎市立茂木小学校」（現校名）に改称。
  - 8月31日 - 父兄の要望により、宮摺[3]分校（1・2年複式学級）を廃止[5]し、在校生25名は本校に編入。
- 1967年（昭和42年）
  - 4月12日 - 給食室が完成。
  - 4月17日 - 学校給食を開始。
- 1968年（昭和43年）4月1日 - 特殊学級（現・特別支援学級）を開設。
- 1969年（昭和44年）4月6日 - 中央校舎を改築。
- 1970年（昭和45年）9月1日 - 閘門を拡張。
- 1973年（昭和48年）9月7日 - 改築新校舎（4階建）・陸橋が完成。
- 1974年（昭和49年）
  - 4月30日 - 体育館が完成。
  - 10月3日 - 体育館落成式・創立100周年記念式典を挙行。創立100周年記念碑を除幕。
- 1979年（昭和54年）12月14日  - 体育倉庫（鉄骨平屋）が完成。
- 1982年（昭和57年）3月 - 西校舎に給水タンクを設置。
- 1983年（昭和58年）3月31日 - 中央校舎を改築し、浄水槽・汚水槽を設置。運動場に国旗掲揚台を設置。
- 1984年（昭和59年）
  - 3月31日 - 中央校舎（3教室）・給食室を改築。
  - 4月21日 - 運動場側溝が完成。
- 1985年（昭和60年）
  - 3月31日 - 鉄筋コンクリート造2階建ての管理棟を改築。運動場に遊具（ろく木・回転塔・シーソー）を設置。
  - 6月29日 - 校舎・プール落成式を挙行。
- 1986年（昭和61年）9月30日 - 陸橋の架け替え工事が完了。
- 1987年（昭和62年）6月12日 - 体育館の2階に放送室が完成。
- 1990年（平成2年）10月30日 - すべり台を設置。
- 1992年（平成4年）
  - 3月31日 - 観察池が完成。
  - 4月1日 - 特殊学級（現・特別支援学級）が復級。
- 1998年（平成10年）9月21日 - 運動場を改修。
- 2000年（平成12年）9月1日 - 図書室を増築。
- 2001年（平成13年）9月1日 - インターネット・校内LANを導入。
- 2002年（平成14年）5月24日 - 学校びわ園で収穫を行う。
- 2008年（平成20年）
  - 7月15日 - 「茂木っ子あんぜんまもり隊」が発足。長崎警察署から応援団体として支援を受ける。
  - 10月28日 - 新校旗が完成。
- 2009年（平成21年）2月9日 - AEDを設置。
- 2024年（令和6年）4月1日 - 長崎市立南小学校を統合。

## 学校行事
- 3学期制

## 交通アクセス
最寄りのバス停
- 長崎バス「茂木小学校前」バス停よりすぐ。

最寄りの国道・県道
- 国道324号

## 周辺
- 円成寺
- 茂木港
- 茂木郵便局